# Tachyporus atriceps
Tachyporus atriceps är en skalbaggsart som beskrevs av Stephens 1832. Tachyporus atriceps ingår i släktet Tachyporus, och familjen kortvingar. Arten är reproducerande i Sverige.